# وینچندون (ماساچوست)
وینچندون، ماساچوست
وینچندون (به انگلیسی: Winchendon) شهرکی در شهرستان ورچستر ایالت ماساچوست می‌باشد که در سال ۱۷۶۴ بنیان‌گذاری شده‌است. این شهرک در سرشماری سال ۲۰۱۰ میلادی، ۱۰٬۳۰۰ نفر جمعیت داشته‌است.

## نگارخانه

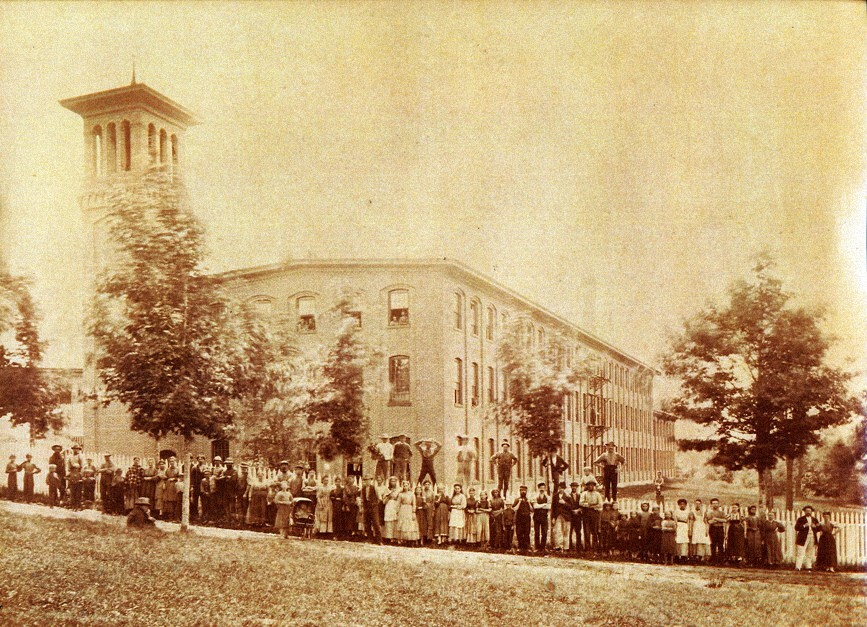
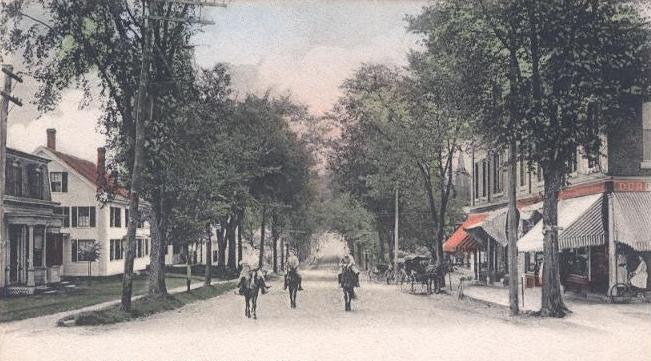
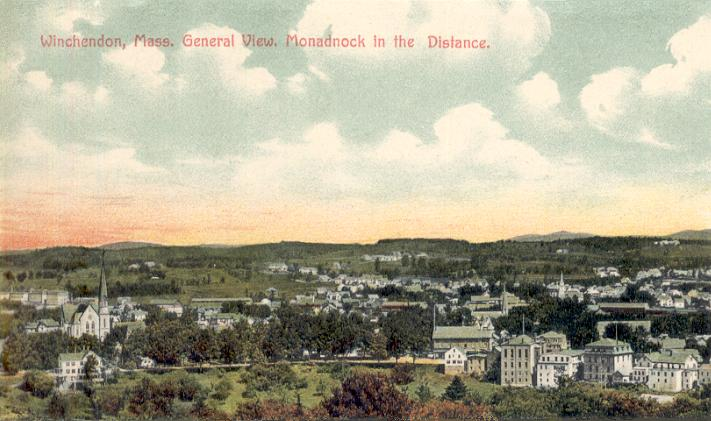
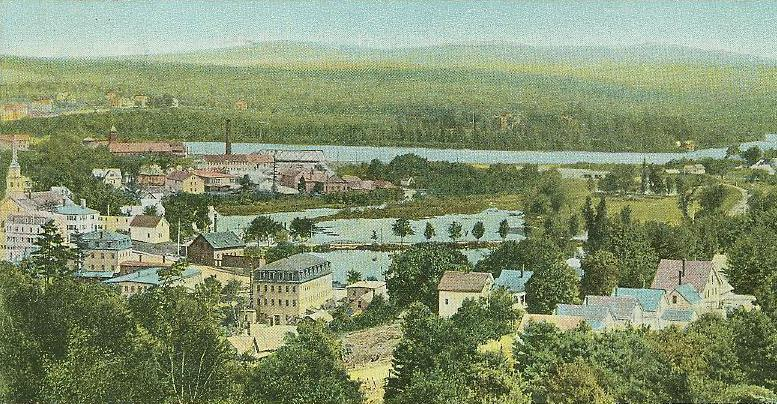
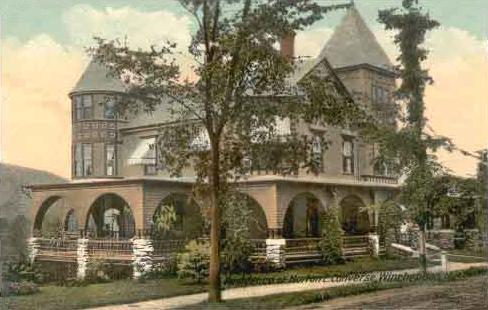
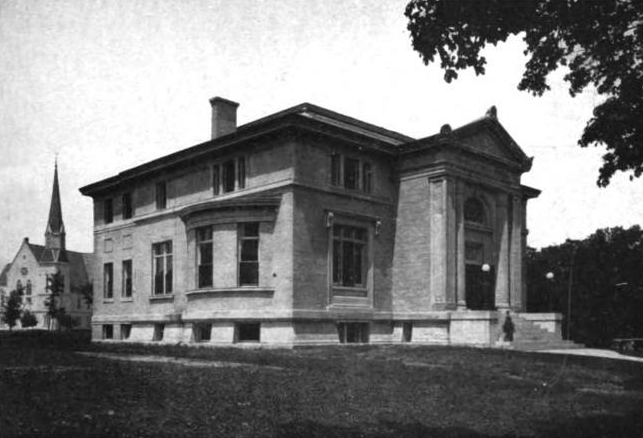
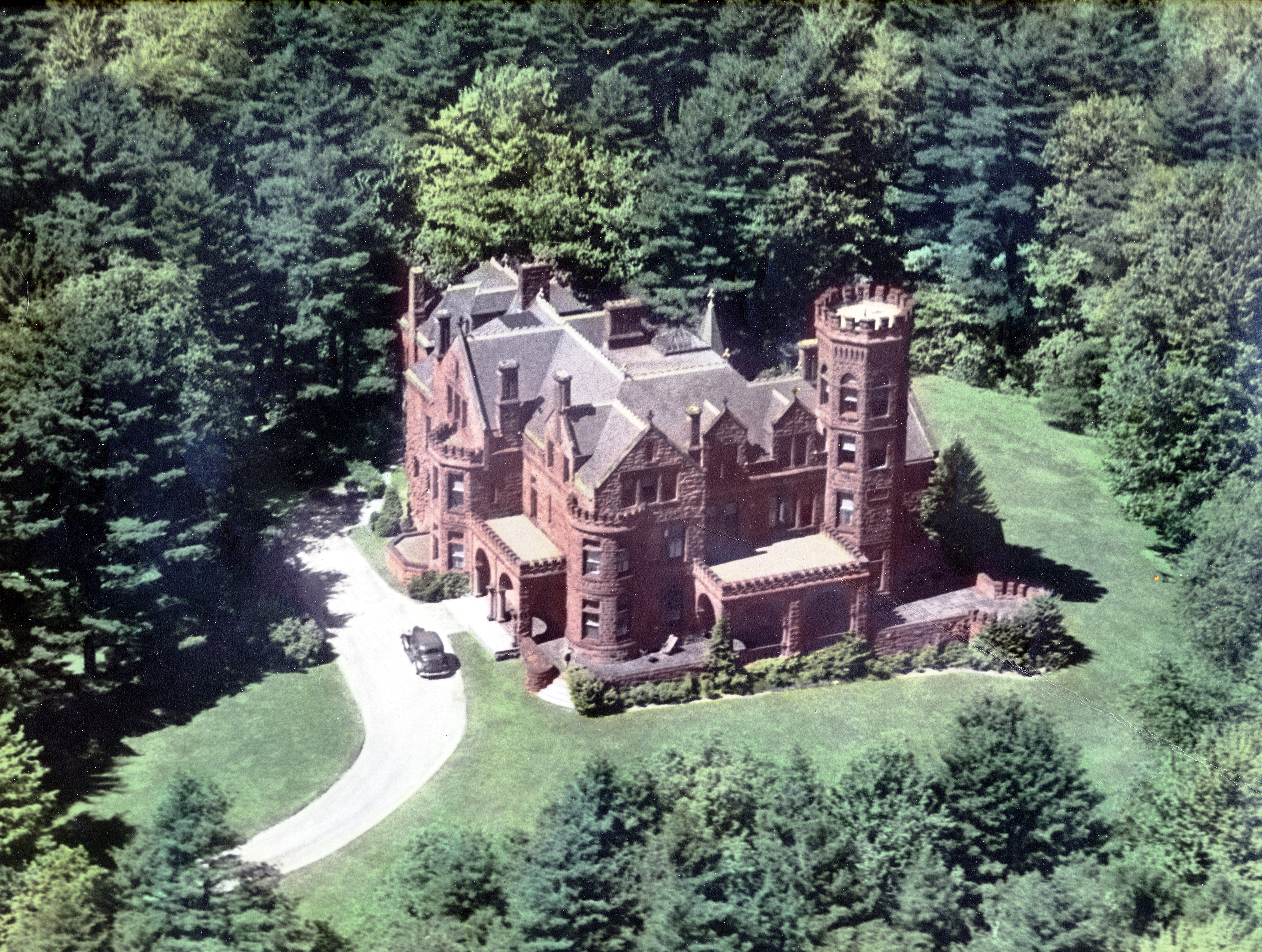